# Killing Time
Killing Time — американская группа, исполняющая музыку в стиле хардкор. Образована в 1988 году.

## История
Killing Time начинали свою карьеру под названием Raw Deal. Raw Deal родилась из остатков распавшегося первого состава NYHC-банды Breakdown. Вскоре к группе присоединился вокалист Энтони Комунале. Группа стала одной из наиболее любимых в Нью-Йорке, часто разъезжающая по региональным турам с такими группами, как Rest In Pieces и Sick Of It All в конце '80-х. 
Сперва группа выпустила демо (которое доступно на переиздании Brightside на Victory Records), несколько треков на компиляции «Where The Wild Things Are…» от Blackout Records. Вскоре после этого, Raw Deal прописываются на In-Effect/Relativity Records.
Вынужденные сменить название из-за британской глэм-рок группы, группа выпускает свой первый полноформатник «Brightside» в 1990-м году уже в качестве Killing Time. Несколько лет группа колесит по региону и отправляется на Западное побережье, чтобы дать несколько совместных шоу с Sick Of It All.
На концертах группы становилось всё больше насилия и всё меньше панк-рокового товарищества. Во многом из-за этого группа решила взять перерыв и её участники разошлись по различным проектам, выпустив напоследок «Happy Hour» EP, на которой было 3 новых песни. В Европе запись вышла в качестве 12-дюймовки, содержащей дополнительный невыпущенный демо-материал.
Проведя около года в таком состоянии, Killing Time решили заново объединиться и начали играть на шоу. Вскоре группа выпустила «Unavoidable» EP с 3 новыми песнями, ясно дающими знать, что группа всё еще «на коне». Затем, в 1997-м году, группа выпустила свой второй полноформатник «The Method», после чего объявила о своём очередном распаде.
В 2005-м Killing Time вновь вернулись, выступив на нескольких шоу, дав концерт в клубе CBGB, а также отыграв на Hellfest и Posi-Numbers. В 2006-м группа отыграла реюнион-гиг в NYHC Superbowl Of Hardcore и иногда играет другие шоу.

## Дискография
- 1989 — Brightside
- 1991 — Happy Hour
- 1996 — Unavoidable
- 1997 — The Method
- 2010 — Three Steps Back

## Состав

### Текущий состав
- Anthony Comunale — вокал
- Carl Porcaro — гитара
- Rich Mcloughlin — гитара
- Chris Skowronski — бас-гитара
- Anthony Drago — ударные

### Бывшие участники
- Alex Gopoin — бас-гитара
- Sean O’Brien — бас-гитара